# Dekanat Poznań-Piątkowo
Dekanat Poznań-Piątkowo – jeden z 43 dekanatów archidiecezji poznańskiej. Obejmuje obszar kilku poznańskich osiedli (obszar dawnej dzielnicy Stare Miasto) oraz południowej części gminy Suchy Las.

## Parafie
- parafia pw. św. Jana Pawła II w Poznaniu
- parafia pw. Matki Bożej Częstochowskiej w Poznaniu
- parafia pw. Najświętszej Maryi Panny Matki Odkupiciela w Poznaniu
- parafia pw. Miłosierdzia Bożego w Poznaniu
- parafia pw. Narodzenia Pańskiego w Poznaniu
- parafia pw. Opatrzności Bożej w Poznaniu
- parafia pw. św. Stanisława Biskupa i Męczennika w Poznaniu
- parafia pw. św. Jadwigi Królowej Wawelskiej w Poznaniu
- parafia pw. Ścięcia św. Jana Chrzciciela w Chojnicy-Morasku (Poznań)
- parafia pw. Najświętszego Serca Pana Jezusa w Suchym Lesie
- parafia pw. św. Joanny Beretty-Molla w Jelonku

Sąsiednie dekanaty:
- Poznań-Winogrady
- czerwonacki
- szamotulski
- przeźmierowski

## Kościoły parafialne
- Kościół św. Jana Pawła II w Poznaniu
- Kościół Matki Boskiej Częstochowskiej w Poznaniu
- Kościół Najświętszej Maryi Panny Matki Odkupiciela w Poznaniu
- Kościół Miłosierdzia Bożego w Poznaniu
- Kościół Narodzenia Pańskiego w Poznaniu
- Kościół Opatrzności Bożej w Poznaniu
- Kościół św. Stanisława Biskupa i Męczennika w Poznaniu
- Kościół św. Jadwigi Królowej Wawelskiej w Poznaniu
- Kościół Ścięcia św. Jana Chrzciciela w Poznaniu
- Kościół Najświętszego Serca Pana Jezusa w Suchym Lesie
- Kościół św. Joanny Beretty-Molla w Jelonku

## Galeria

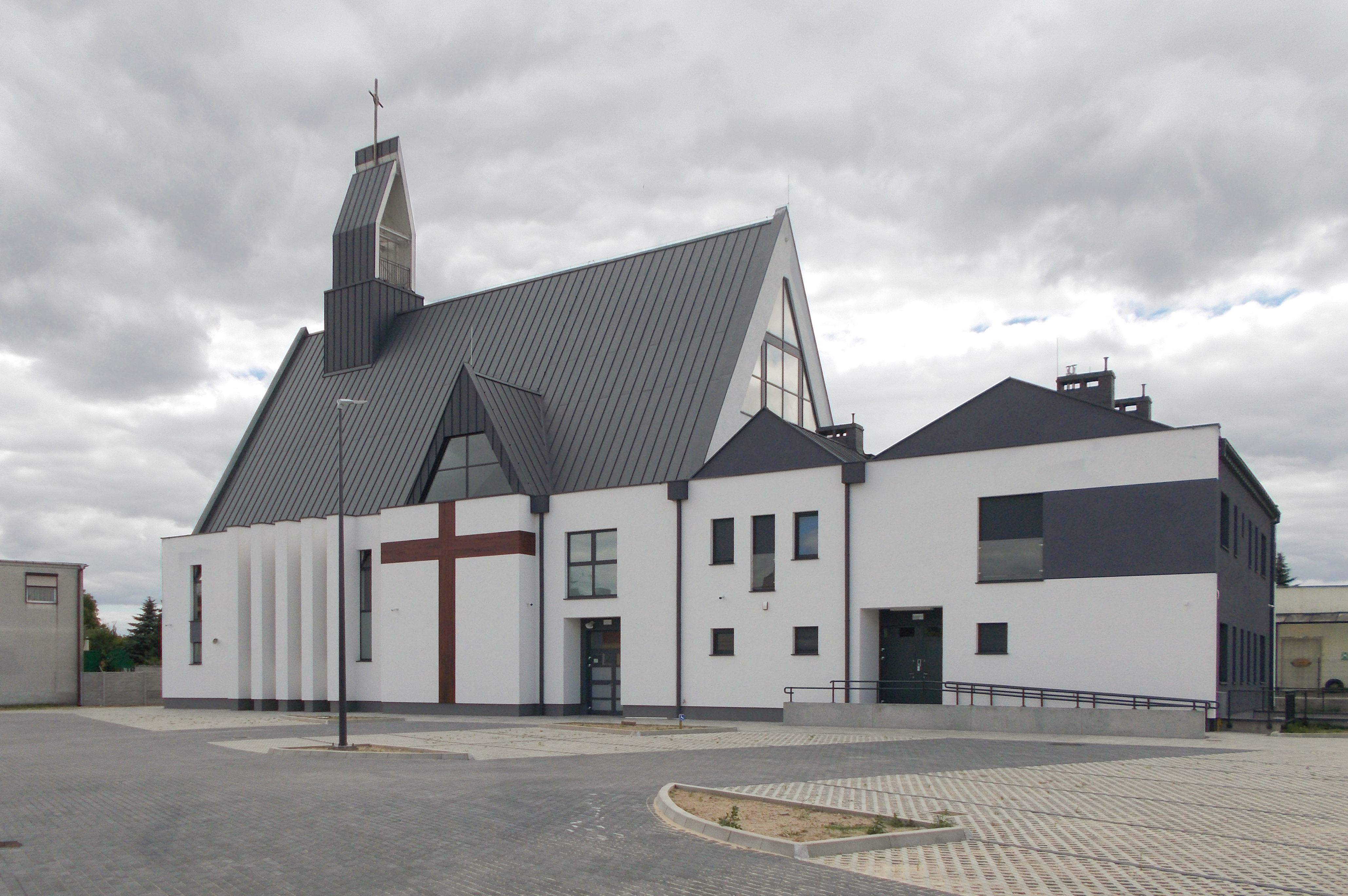
Kościół św. Jana Pawła II
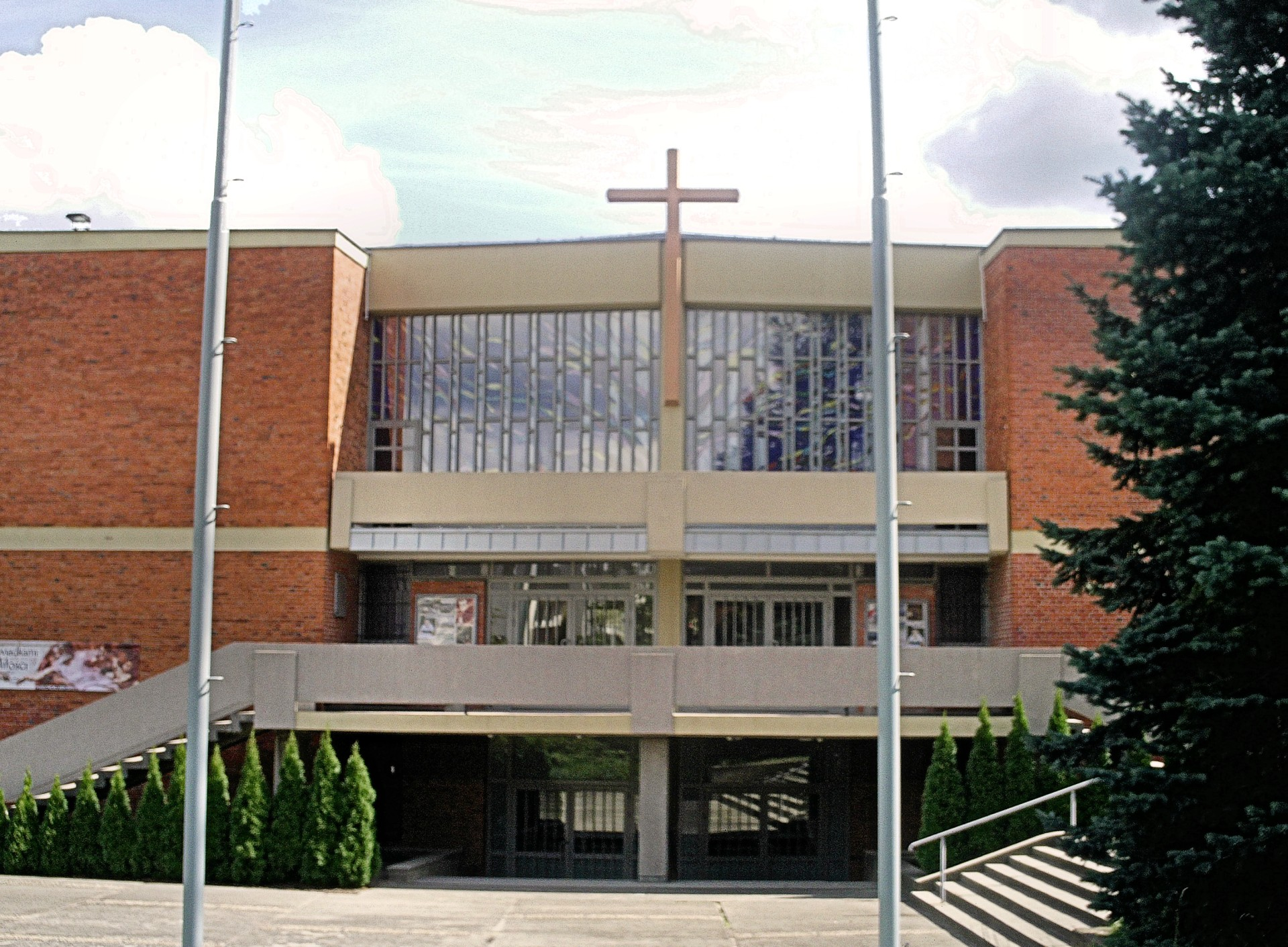
Kościół Matki Boskiej Częstochowskiej
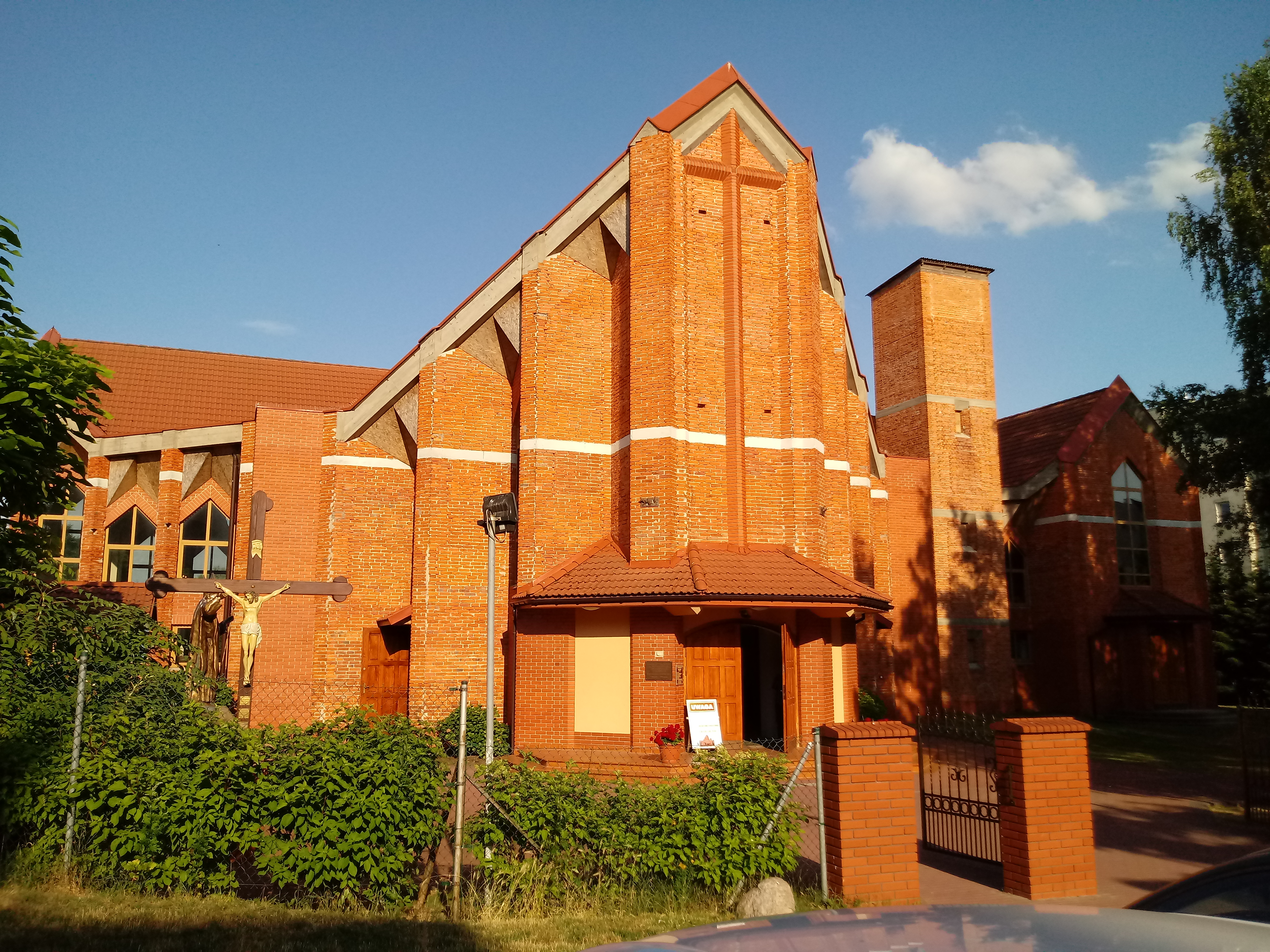
Kościół Najświętszej Maryi Panny Matki Odkupiciela
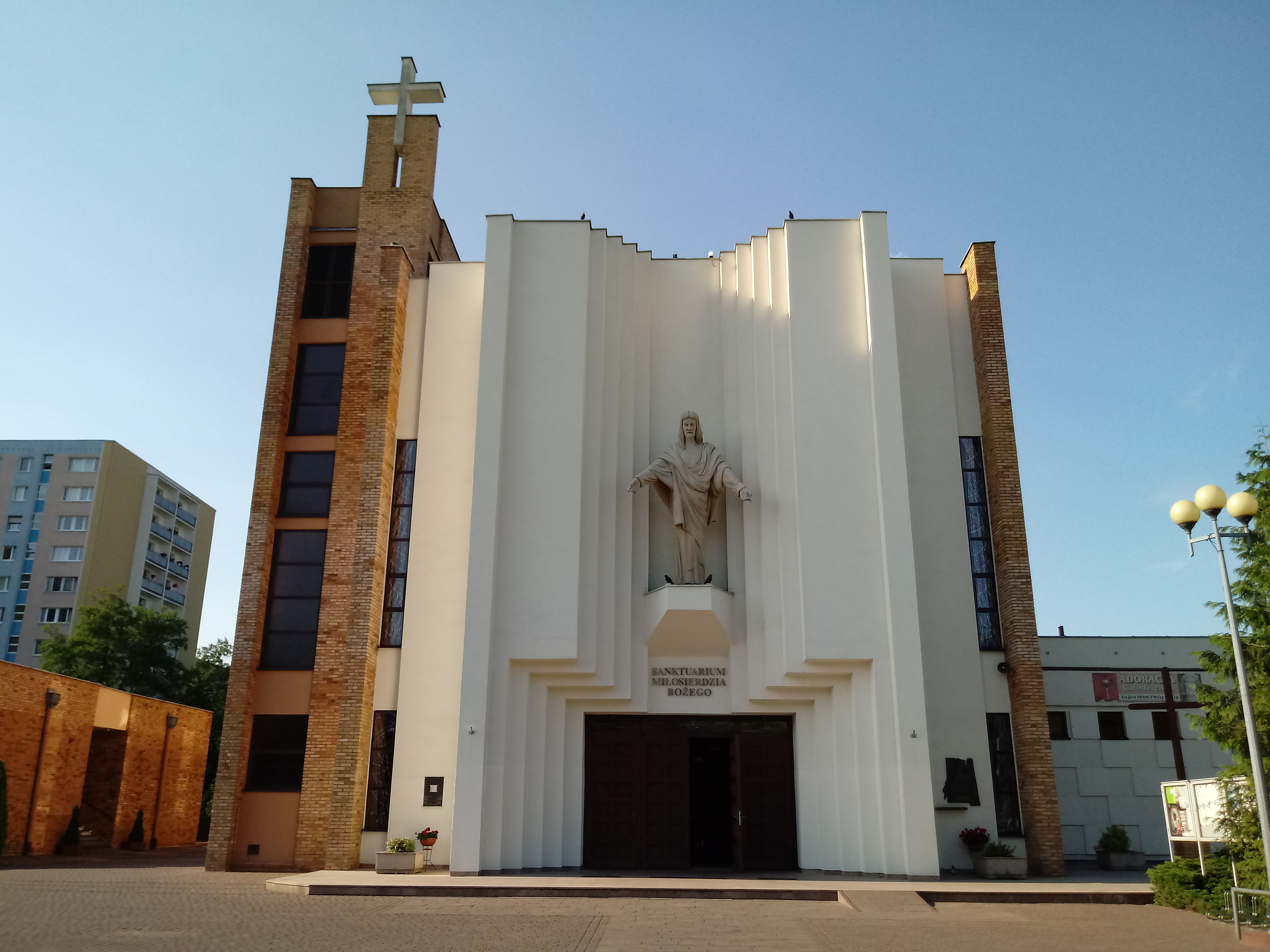
Kościół Miłosierdzia Bożego
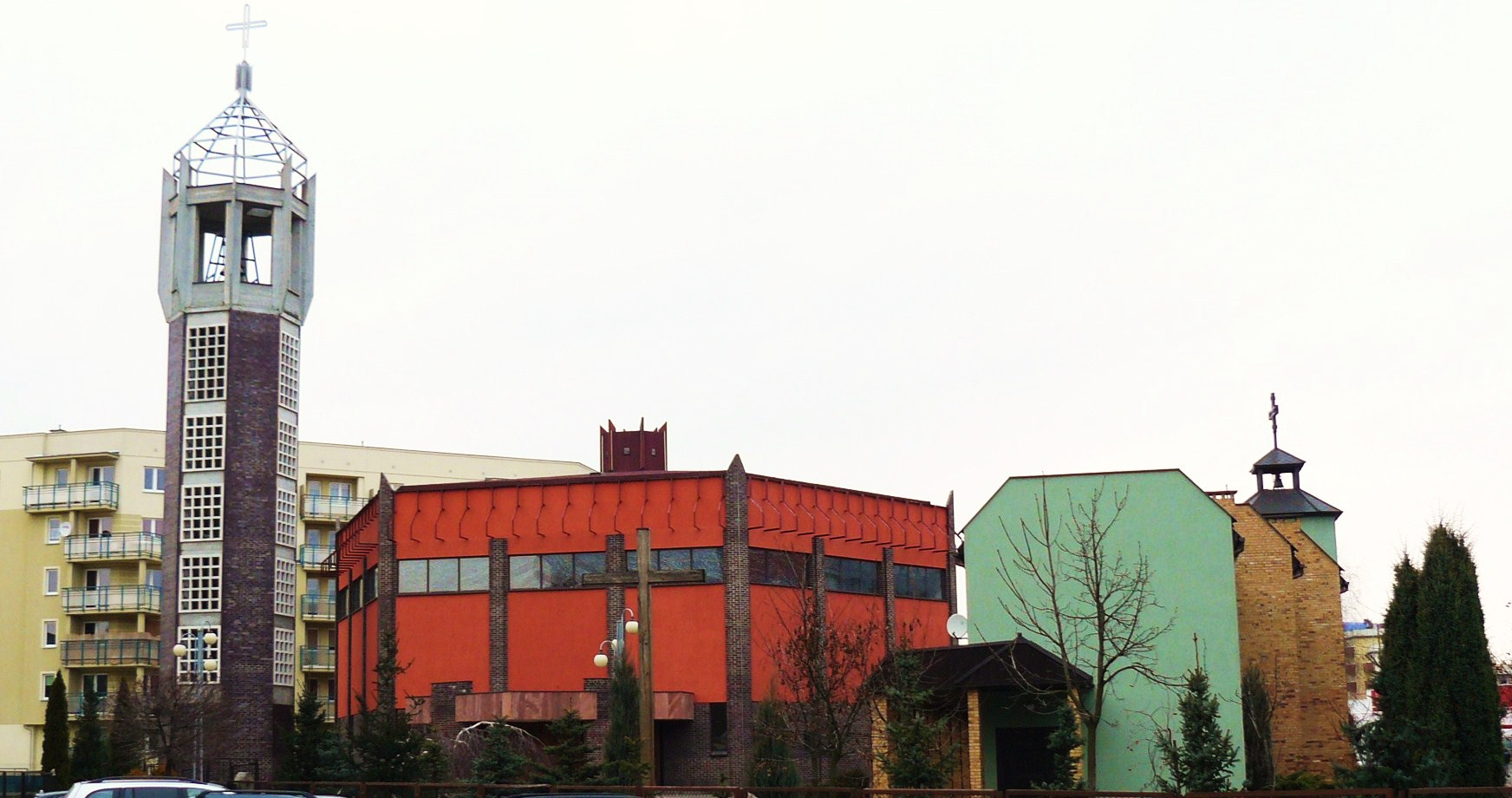
Kościół Narodzenia Pańskiego
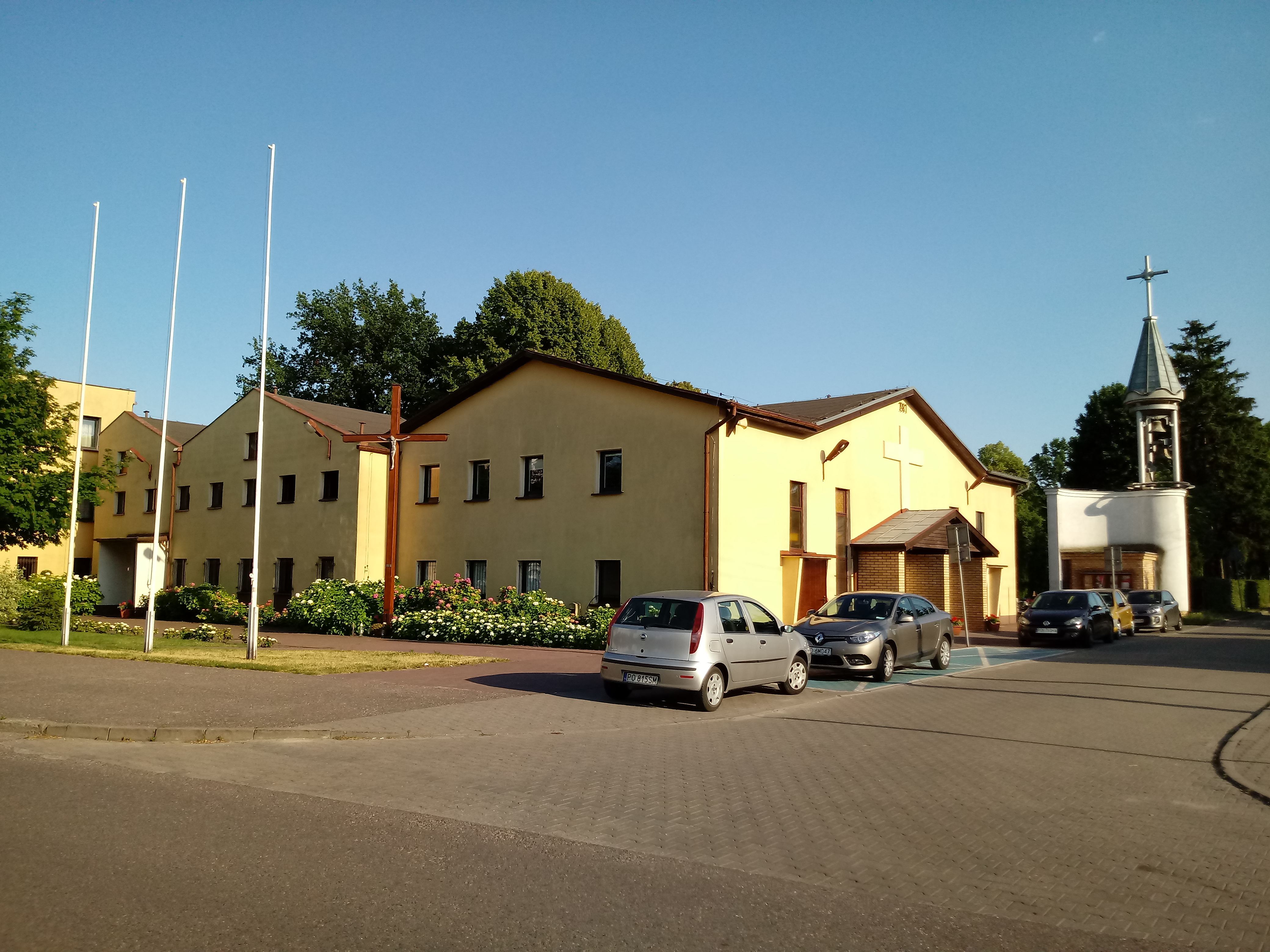
Kościół Opatrzności Bożej
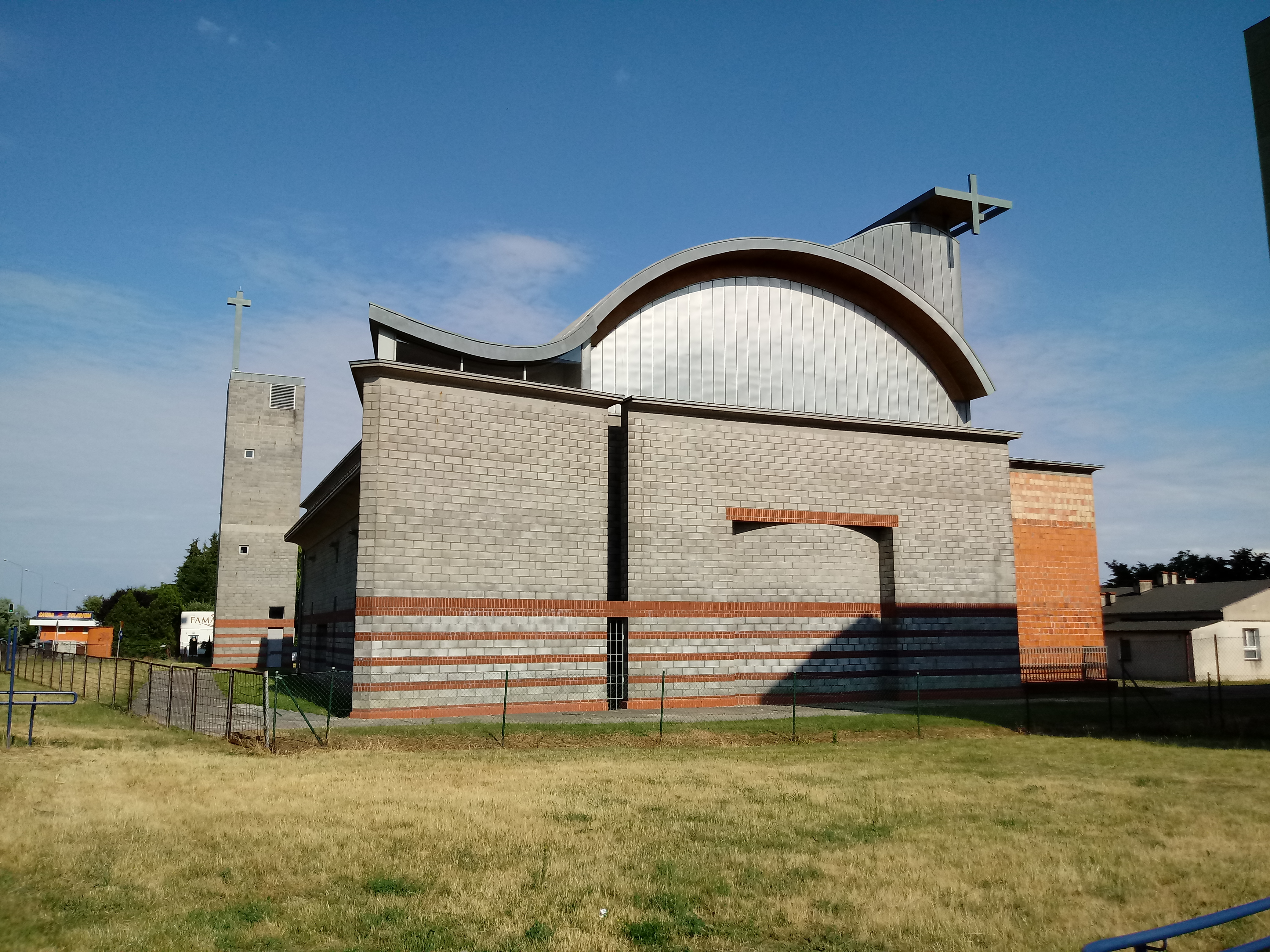
Kościół św. Stanisława Biskupa i Męczennika
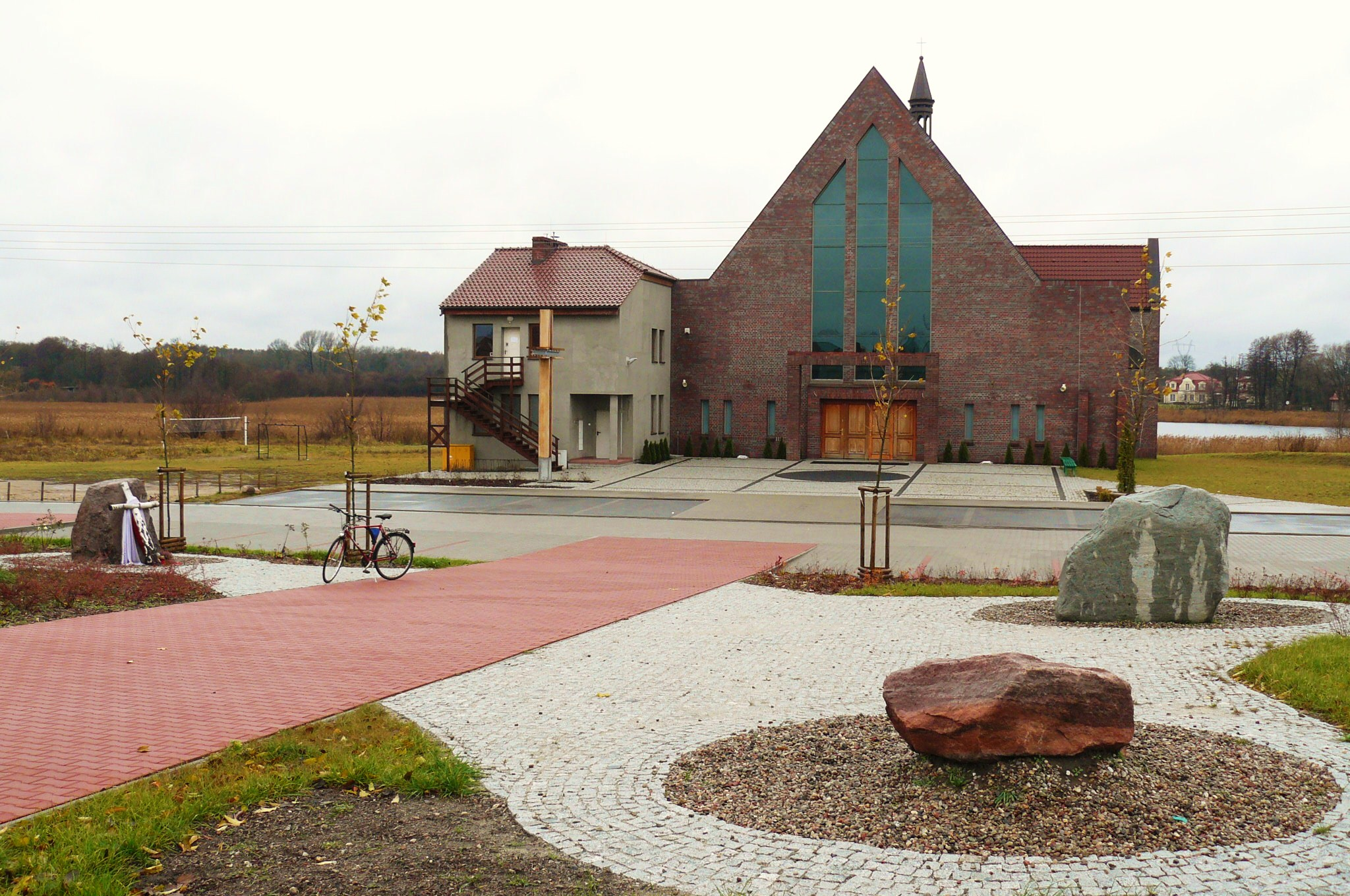
Kościół św. Jadwigi Królowej Wawelskiej
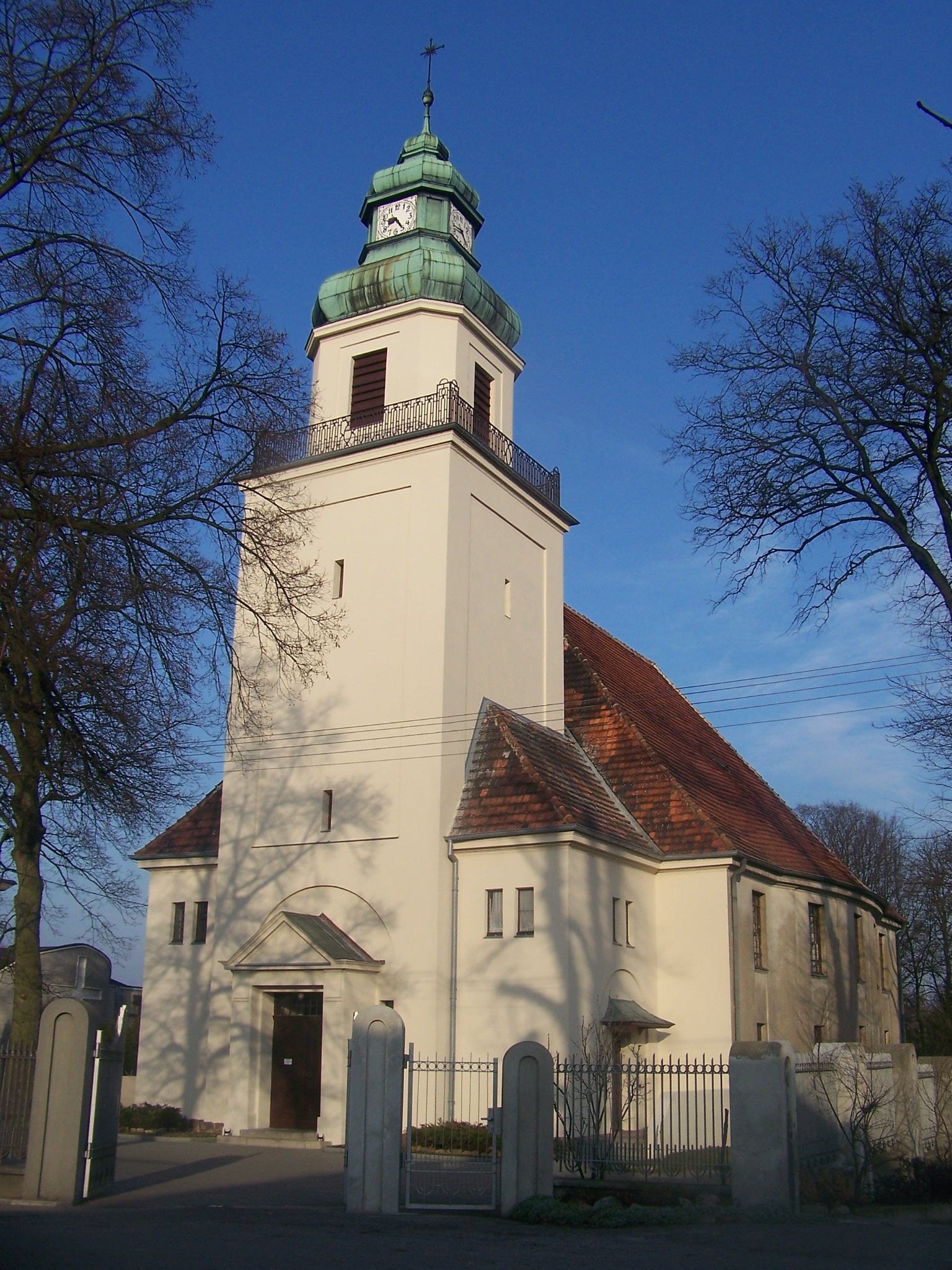
Kościół Ścięcia św. Jana Chrzciciela
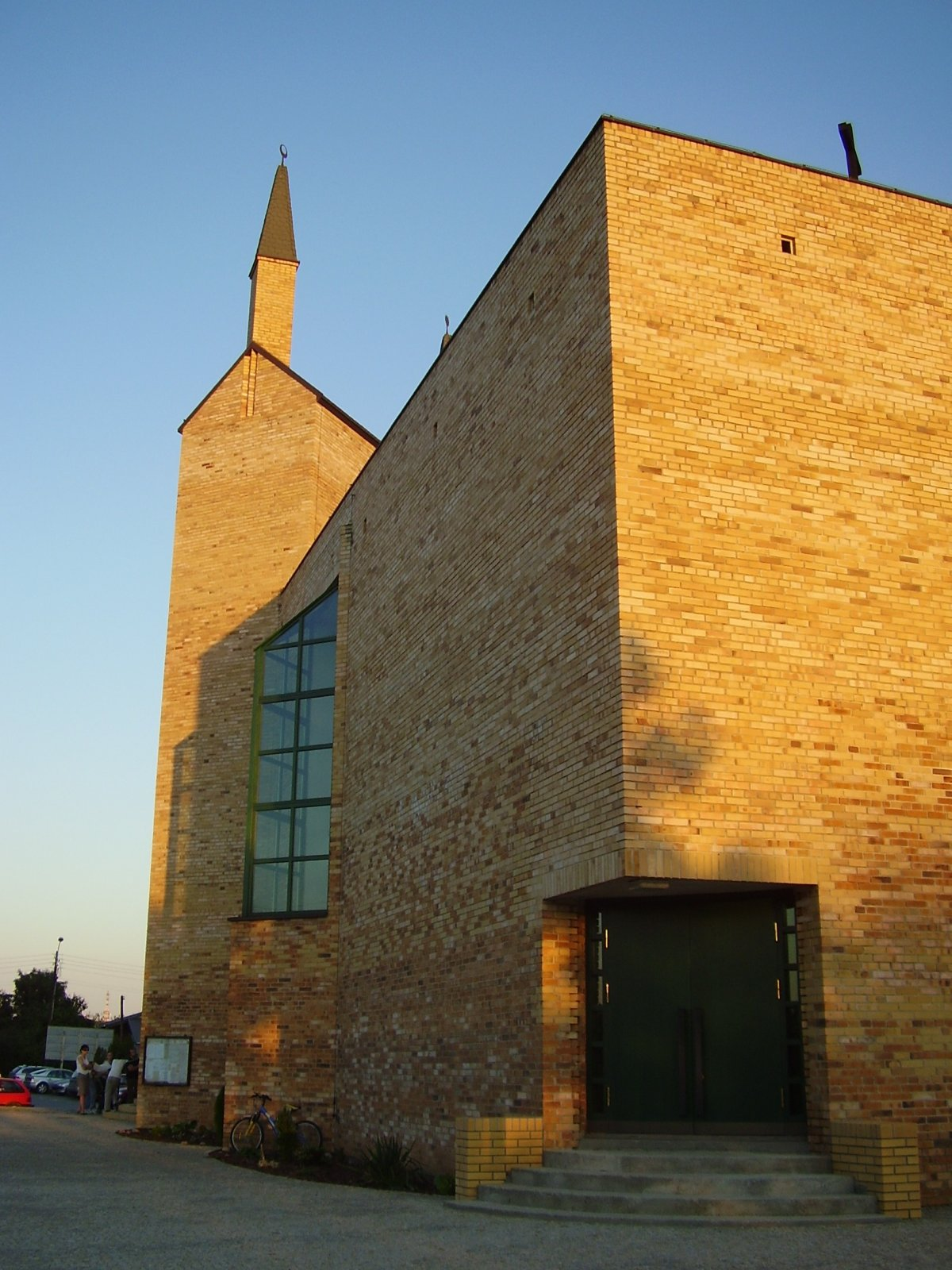
Kościół Najświętszego Serca Pana Jezusa